# Monique Crokaert
Monique Crokaert (Sint-Gillis, 19 maart 1935 - Brussel, 3 januari 2004) was een Belgische dichteres. Zij is gekend voor haar dichtbundels:
- "L’embrun des pas", met een voorwoord van Marc Eemans[1][2]
- "Sulfure d’Alcyone" (1979) met illustraties van Marguerite Antoine en een voorwoord van Thomas Owen.[3][4]
- "L'ultimo desiro" (1986) met illustraties van Jean-Jacques Gaillard.[5]
- "L'imagière" (1984), met illustraties van Lucien De Roeck[6]

Thomas Owen prees haar voor de duidelijke en glasheldere taal in haar poëzie.

## Biografie
Monique Crokaert was de dochter van Jacques Crokaert, advocaat, schrijver, journalist en rexistisch politicusen kleindochter van voormalig minister Paul Crokaert.
Zij was gehuwd met Marc Eemans.
Zij overleed op 3 januari 2004, ongeveer 5 jaar na het overlijden van haar echtgenoot, die ze enorm miste. Op haar begrafenis in 2004 bracht Robert Steuckers, een Brusselse essayist en nationalistisch militant een hommage aan haar uit, die later gepubliceerd werd.
- Système universitaire de documentation: 242212506
- Virtual International Authority File: 61158367628401280457